# DSB Traktor 56/57
Traktor 56 und Traktor 57, als Rangertraktor 56 und 57 (deutsch Rangiertraktor) bezeichnet, sind leichte Benzin-Rangiertraktoren, die 1953 gebaut wurden. Sie wurden unter der Bezeichnung DSB 56 und DSB 57 auf den Strecken der Danske Statsbaner (deutsch Dänische Staatsbahnen) in Dänemark eingesetzt. Die beiden Rangiertraktoren wurden für kleinere Transportaufgaben und zum Rangieren auf Anschlussbahnen und in den Bahnhöfen Dänemarks verwendet.

## Geschichte und Beschreibung
1951 bis 1958 baute das dänische Unternehmen Pedershåb Maskinfabrik (deutsch Maschinenfabrik Pedershaab) vier Schienentraktoren des Typs RBE für die dänische Luftwaffe und zwei für die DSB. Die Baukosten eines Fahrzeuges betrugen 42.325 Kronen. Die Lokomotiven für die DSB hatten größere Führerhäuser als jene für die Luftwaffe.
Die Lokomotiven waren eine Weiterentwicklung des Typs RV8E, der 1950 bis 1952 in sechs Exemplaren mit offenem oder halb geschlossenem Führerstand an verschiedene Privatbahnen ausgeliefert wurde. Die RV8E-Lokomotiven waren mit einem V8-Ottomotor von Ford mit 63 kW (85 PS) angetrieben.
Die Dänischen Staatsbahn stellte die Baunummer 456/1953 als DSB 56 und die Baunummer 457/1953 als DSB 57 in Dienst.
Die Lokomotiven waren mit einem 6-Zylinder-LKW-Bedford-Benzinmotor ausgerüstet und besaßen dazu ein Scania Vabis-Wendegetriebe. Sie haben eine mechanische Handbremse und eine elektrische Innenbeleuchtung.
DSB 56 wurde bis zu seiner Außerdienststellung 1973 durchgängig nur in der Centralværkstedet Aarhus in Aarhus in der Region Vest eingesetzt, anschließend dort abgestellt und 1977 verschrottet.
DSB 57 wurde von 1953 bis 1956 und mit einer kurzen Unterbrechung weiter bis 1968 in der DSB-Wagenwerkstatt Nyborg eingesetzt. Anschließend war er ab 1969 in Vesterbro sowie 1970 wieder in Nyborg. Es folgte ein Einsatz von 1970 bis 1974 in der Centralværkstedet København. 1975 wurde DSB 57 in Vigerslev, Glostrup und auf den Strecken der ehemaligen Amagerbane eingesetzt.
Gleichzeitig wurde er von den Dänischen Staatsbahnen für die Dreharbeiten zu dem Film Die Olsenbande stellt die Weichen zur Verfügung gestellt. 1976 kam der Rangiertraktor wieder bis 1980 in die Zentralwerkstatt nach Kopenhagen und von 1981 bis 1988 war er in der Region Øst sowie anschließend bis 1989 in Helsingør.
Zuletzt rangierte er bis 1990 auf einem Werkstattgelände der DSB in Kopenhagen. Anschließend wurde er im Oktober 1993 von Kopenhagen auf einem Anhänger nach Odense verbracht und auf den dortigen Nebengleisen abgestellt. Dort stand die Lok von 1993 bis 2001 auf dem dortigen Bahngelände in schlechtem Zustand.
Ab 2001 wurde der Rangiertraktor aufwändig restauriert. Seit 2003 steht er im Dänischen Eisenbahnmuseum (Danmarks Jernbanemuseum).

## Farbgebung
Die beiden für die Dänischen Staatsbahn gebauten Rangiertraktoren waren zunächst mit grünem Farbanstrich versehen. Räder, Rahmen und Bügel waren bei beiden Fahrzeugen in schwarz gehalten. Der DSB 56 behielt seine grüne Farbgebung bis zu seiner Verschrottung 1977. Ab 1968 wurde die Rangierlok DSB 57 in Orange umlackiert und von 1981 bis 1988 erhielt das bis heute erhaltene Fahrzeug eine rote Lackierung. Nach der Restaurierung 2001 bekam es wieder einen orangefarbenen Anstrich.

## Besonderes
Der orangefarbene Rangiertraktor DSB 57 stand 1975 im dänischen Spielfilm Die Olsenbande stellt die Weichen aus der Filmreihe zur Olsenbande im Mittelpunkt. Mit der „ausgeborgten“ Rangierlok DSB 57 stahl die Bande einen mit Goldbarren bestückten Tresorwagen, um diesen auf den Gleisen der Dänischen Staatsbahn in Kopenhagen und der ehemaligen Amagerbanen in die Hafenstadt Dragør auf Amager zu verbringen.